# 荆家镇
荆家镇，是中华人民共和国山東省淄博市桓台县下辖的一个乡镇级行政单位。

## 行政区划
荆家镇下辖以下地区：
陈桥村、姬桥村、高王村、里仁村、荆一村、荆二村、荆三村、荆四村、东孙村、前孙村、后孙村、王庄村、滩子村、姚王村、前高村、后高村、吴园村、柳村、王明村、辛庄村、双跃村、小元村、大元村、崔家村、东刘村、伊家村、前刘村、后刘村和周董村。